# ゴッドフィールド
『ゴッドフィールド』は、グウジによる日本のインディーゲーム。
オンラインのターン制カードバトルゲームである。
2001年（平成13年）にブラウザゲームとして公開され、2020年（令和2年）にゲームアプリもリリースされた。愛称はゴッフィ。『ゴッドフィールド昇天まつり』というタイトルで運用されていた時期もあった。

## ルール
カードの効果はそれぞれのカードにカーソルをかざすことや教典で確認できる。

### カード
使用枚数に応じてランダムに配布される神器カードを使用し、相手プレイヤーのHPを0にして生き残れば勝利となる。シンプルなルールではあるが攻撃・防御・回復といったカードを使用するタイミングに駆け引きが発生するなど戦略性が高いほか、配布されるカード自体の運要素も大きい。運要素と引き換えに事前にデッキを構築する必要がなく、初心者が気軽に参加できるというメリットが指摘されている。また運次第で初心者でも上級者に勝つ見込みがあることも特徴である。
カードの種類は2008年時点で500種類で、攻撃・防御・回復以外にも多くの効果が存在する。自ターンには攻撃・回復・両替、相手ターンには防御や反射を使用できる。攻撃カードと防御カードには属性が付与されているもの（例：水属性の「氷結ハンマー」）もあり、属性攻撃は対応する属性防御が有効であり、単なる物理防御は通用しない。また複数の敵に一定の確率で攻撃が命中する全体攻撃カードも存在し、これは外れることもある。
奇跡カードはMPを消費して奇跡を起こすカードで、通常の神器と違って毎ターン繰り返し使用できる。MPはMP回復アイテムのほか、先述の両替を使ってHPや所持金をMPに換算して増やすことができる。逆にMPや所持金をHPに回して維持することも可能である。
相手プレイヤーのHPを0にするだけでは確実に勝利とは呼べない。例えば、「昇天弓」は昇天した際に75%の確率で相手プレイヤー全員に30の光属性攻撃を加えるため、「昇天弓」を持つプレイヤーを昇天させると道連れにされる可能性がある。

### 災い
対戦中に発生する状態異常として災いがあり、「激烈疾風剣」のような一部の攻撃神器による攻撃を防ぎきれなかった場合や後述する一部の奇跡を使用された場合などに生じる。
災いのうち病は自ターン終了時に5%の確率で症状が悪化し、「風邪」「熱病」「地獄病」「天国病」の順に変化する。「地獄病」までは自ターン終了時にHPが削られるが、「天国病」になると毎ターンHPが回復する。ただし、「天国病」の状態で発作を起こすと強制的にHPが0になる。
| 風邪   | 毎ターン -HP1 （悪化すると熱病）      | 霧   | 周りの状況がわからなくなる                |
| 熱病   | 毎ターン -HP2 （悪化すると地獄病）    | 閃光 | 防御のときに神器カードが 一つしか使えない |
| 地獄病 | 毎ターン -HP5 （悪化すると天国病）    | 夢   | 配布カードの50％が 別のカードに見える。   |
| 天国病 | 毎ターン +HP5 （悪化するとHP0になる） | 暗雲 | 確率攻撃が必ず当たる。                    |

### 人数
同時対戦人数は最大で9人で、個人戦とチーム戦がある。知人と部屋を共有してのバトルや、オンラインでのランダム対戦、CPU対戦を選択可能である。なおCPU対戦は「修行」、プレイヤーとのランダム対戦は「公衆乱闘」(2023年7月22日閉鎖)、特定のプレイヤーとの対戦は「隠れ乱闘」、1対1の個人戦のみを行う「真剣タイマン」というモードに区分される。

## 歴史
2001年にグウジがブラウザゲームとして公開。Adobe Flashを利用したFlash版は2018年にサービスを終了し、その後もブラウザゲームとしてHTML5版やDart版が公開された。2020年からゲームアプリがリリースされ、Android版は2020年8月、iOS版は同年10月に公開された。11月に入ってTwitter上で話題を呼び、グウジによるとサービス全体の同時接続者数が初めて2000人を突破した。
2008年時点では『ゴッドフィールド昇天まつり』というタイトルであった。また当時はウェブマネーやクレジットカードで支払う課金制度の採用された製品版が存在した。ゲーム内通貨単位は「ちゃりん」で、1ちゃりんは1円に等しい。500円からちゃりんを購入でき、1プレイごとの料金は20・50・75・125ちゃりんの4通り存在した。50ちゃりん以上の対戦での優勝者にはプレイ料金以上のちゃりんが支払われた。